# Dichotomius lycas
Dichotomius lycas là một loài bọ cánh cứng trong họ Bọ hung (Scarabaeidae).